# ロサンゼルス市庁舎
ロサンゼルス市庁舎はカリフォルニア州ロサンゼルス市の行政の中核を担う施設である。1928年に竣工したこの建物にはロサンゼルス市長の執務室があるほか、ロサンゼルス市議会の議事堂と事務局を有する。ダウンタウン・ロサンゼルスのシビックセンター地区のMain、Temple、First、およびSpring通りに囲まれたブロックに位置している。

## 概要

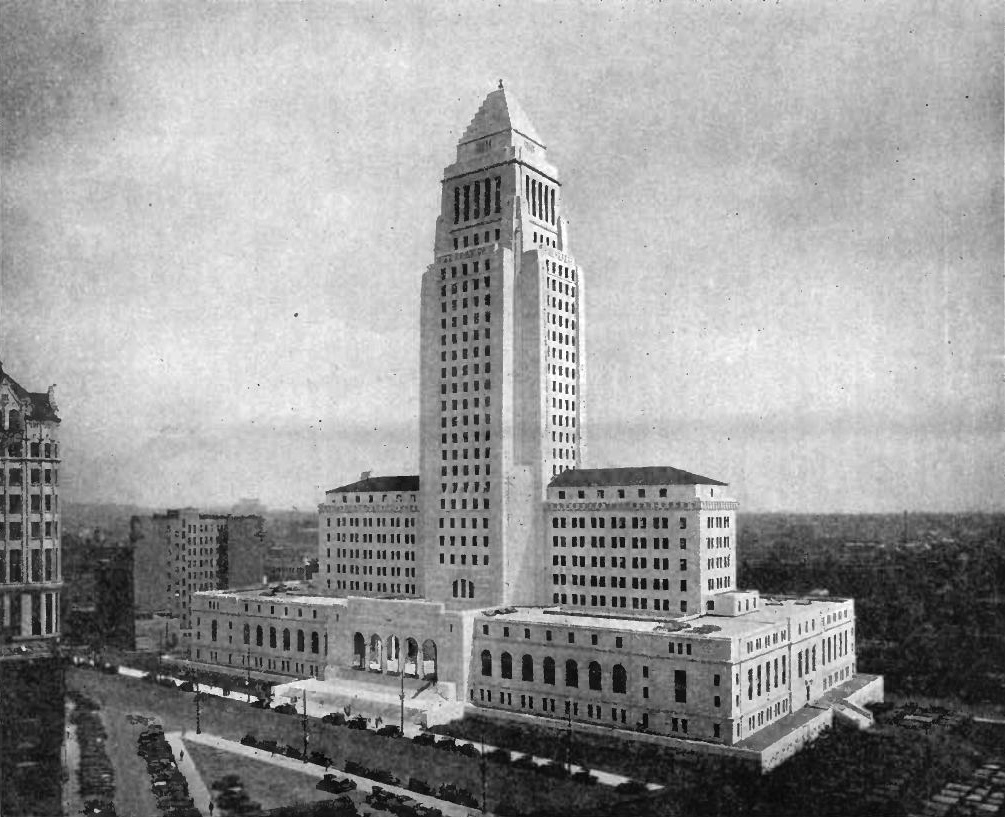
1931年の市庁舎

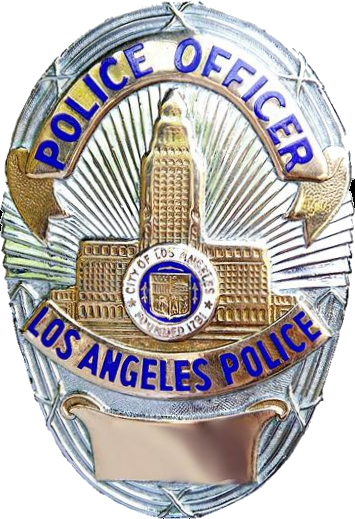
ロサンゼルス市警察のバッジ

この建物はJohn Parkinson、John C. Austin、Albert C. Martin Sr.の3人によって設計され、1928年に竣工した。竣工式は1928年4月26日に執り行われた。庁舎の建設に用いられたコンクリートはカリフォルニア州内の全58の各郡から採取された砂と全21ヶ所の各カリフォルニア・ミッションから集められた水から作られている。
高さは454フィート (138 m)の32階建てで、特徴的なタワーの形状はマウソロス霊廟に基づいており、市庁舎の建設開始直前に完成したロサンゼルス中央図書館（en:Los Angeles Public Library、ロサンゼルス公共図書館）の影響を受けている。
市庁舎のイラストは1940年よりロサンゼルス市警察のバッジにも描かれている。
市庁舎の上層階には展望台があり一般公開されている。
市庁舎の最上部にはチャールズ・リンドバーグにあやかって「リンドバーグ・ビーコン(:en:Lindbergh Beacon)と名付けられたビーコンが設けられている。
1939年頃には、3階の351号室に、カリフォルニアの芸術家たちの絵画作品を展示したギャラリーが設けられていた。
1976年、市庁舎はロサンゼルス歴史文化記念物(en:Los Angeles Historic-Cultural Monument)に指定された。
1998年から2001年にかけ13億500万ドルを費やして耐震工事が行われた。施工した建設会社はマグニチュード8.2の地震にも耐えうる免震構造を採用している世界一高い建物だとしている。

## 現在の市庁舎

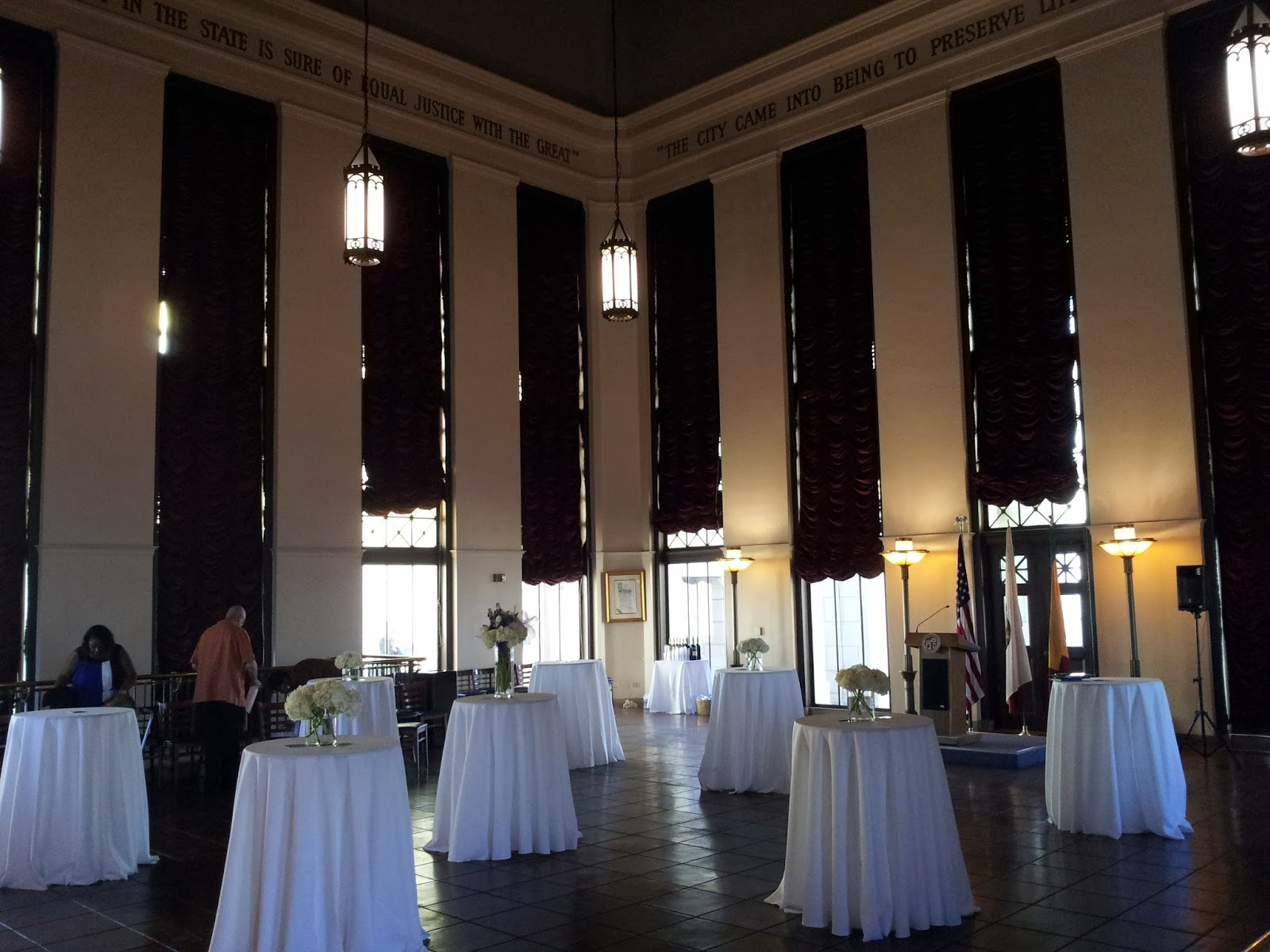
退職する職員に対する永年勤続表彰式典の準備をしている最中のトム・ブラッドレー・ルーム

ロサンゼルス市長室は300号室にある。市議会は原則として毎週火曜、水曜、金曜日の午前10時より庁舎内のジョン・フェラード会議室で行われるが、毎月第1金曜日のみバンナイズ市庁舎で行われる。 
庁舎付近には政府、州、郡の施設が集まっており、最寄りの鉄道駅はロサンゼルス郡都市圏交通局レッドライン・パープルラインのシビックセンター駅である。これは長距離列車（アムトラック）や通勤列車（メトロリンク）のターミナル駅となるユニオン駅まで連絡している。また、BRT（バス・ラピッド・トランジット）のシルバーラインが市庁舎の正面に停車する。
展望室は27階にあり、毎週月曜日から金曜日の午前10時より午後5時まで無料で一般開放されている（要セキュリティチェック・身分証提示）。このフロアは、ドーム状の高い天井を持つ正方形の広間と、それを取り囲む屋外の回廊から構成されている。この広間はかつての市長の名前から「トム・ブラッドレー・ルーム」 (Mayor Tom Bradley Room) と名付けられ、式典などの特別な行事にも用いられている。
ロサンゼルス市は1959年より名古屋市の姉妹都市であり、姉妹都市提携25周年に際して贈られた時計塔が庁舎前にあり、2009年の提携50周年に際してはその隣に桜（品種は関山）の記念植樹を行っている。
2018年のシーズン中、メジャーリーグベースボールのロサンゼルス・ドジャースはロサンゼルスへの本拠地移転60周年を記念し、市庁舎が描かれたロゴを用いた記念のユニフォームを着用して試合に臨んだ。

## ギャラリー

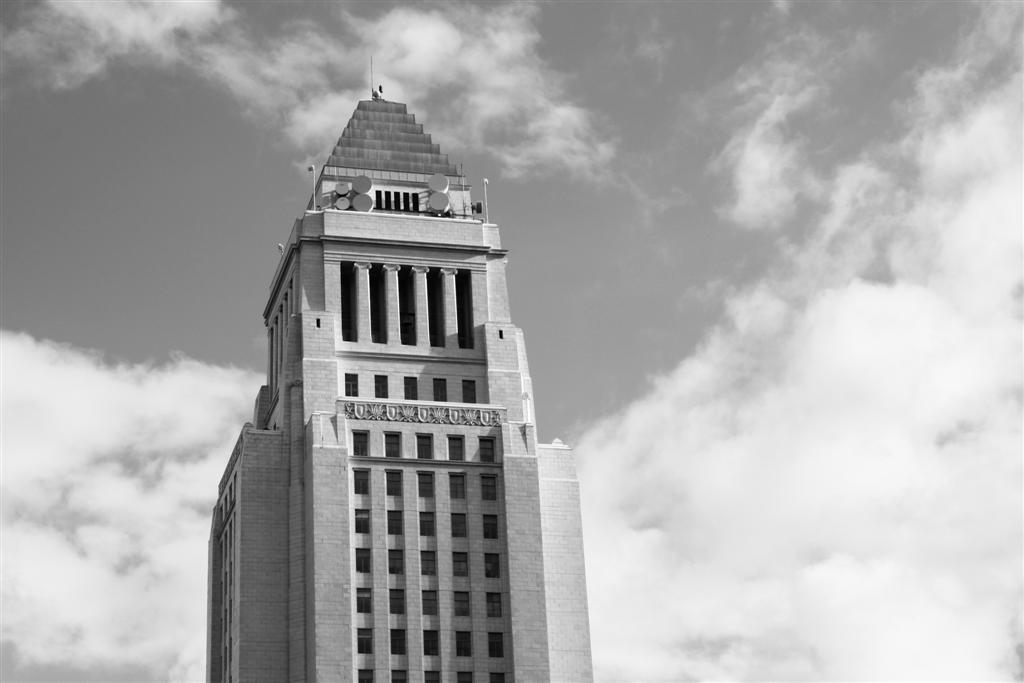
市庁舎上部のクローズアップ
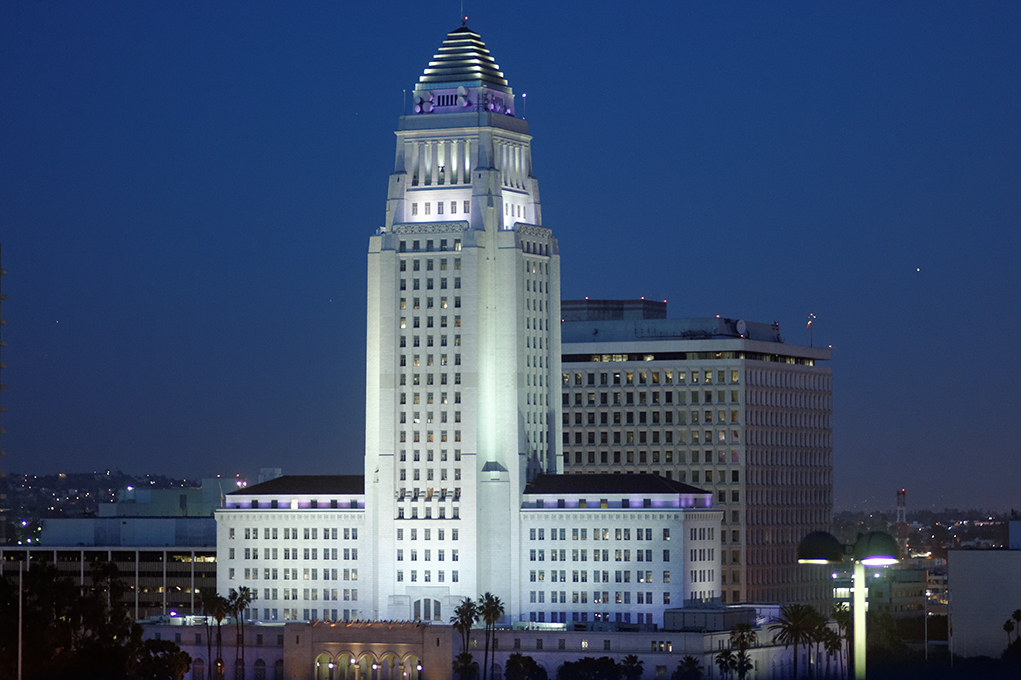
夜間、ライトアップされた日没時間帯の市庁舎
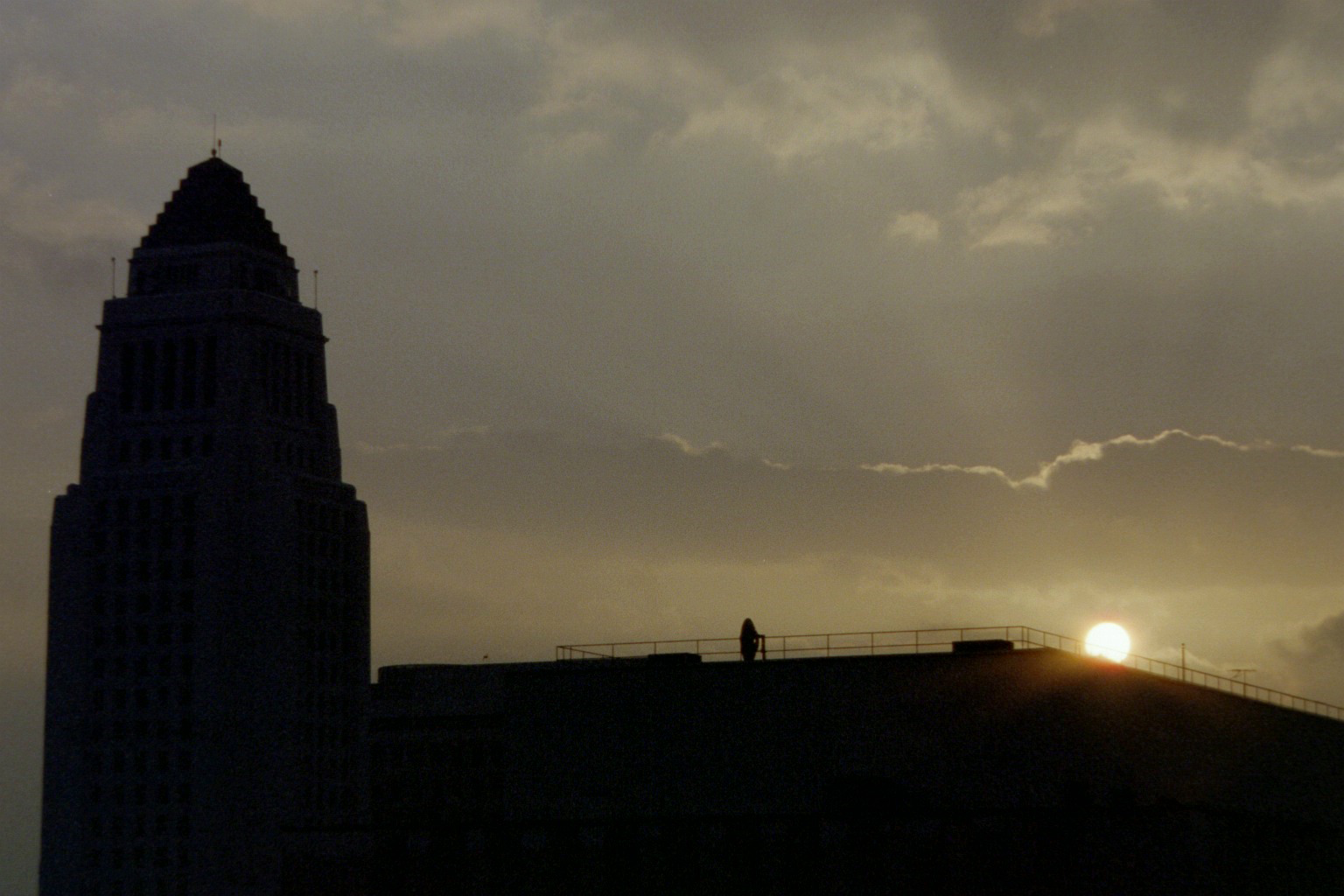
日の出の時間帯に浮かび上がった市庁舎のシルエット
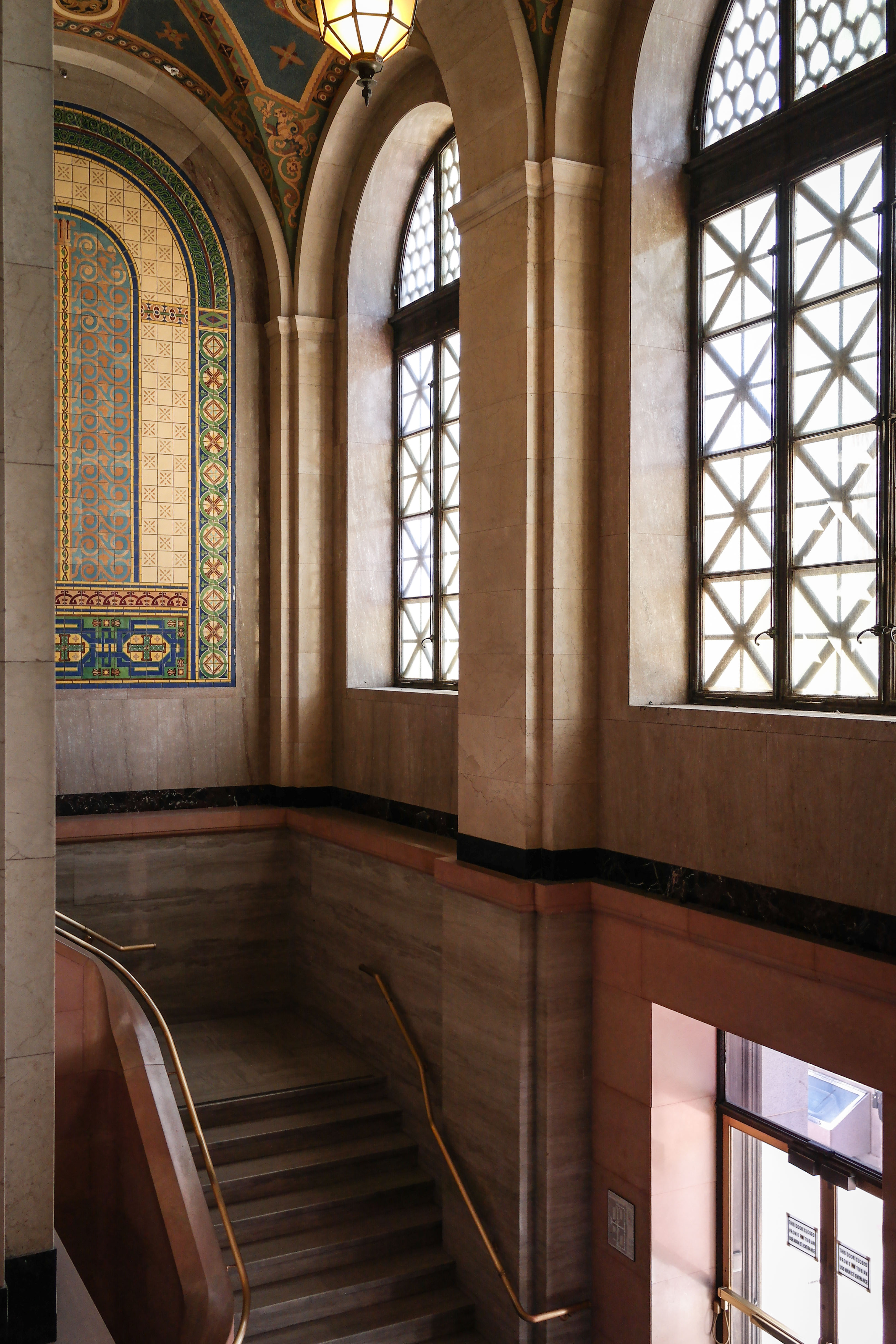
庁舎内の階段
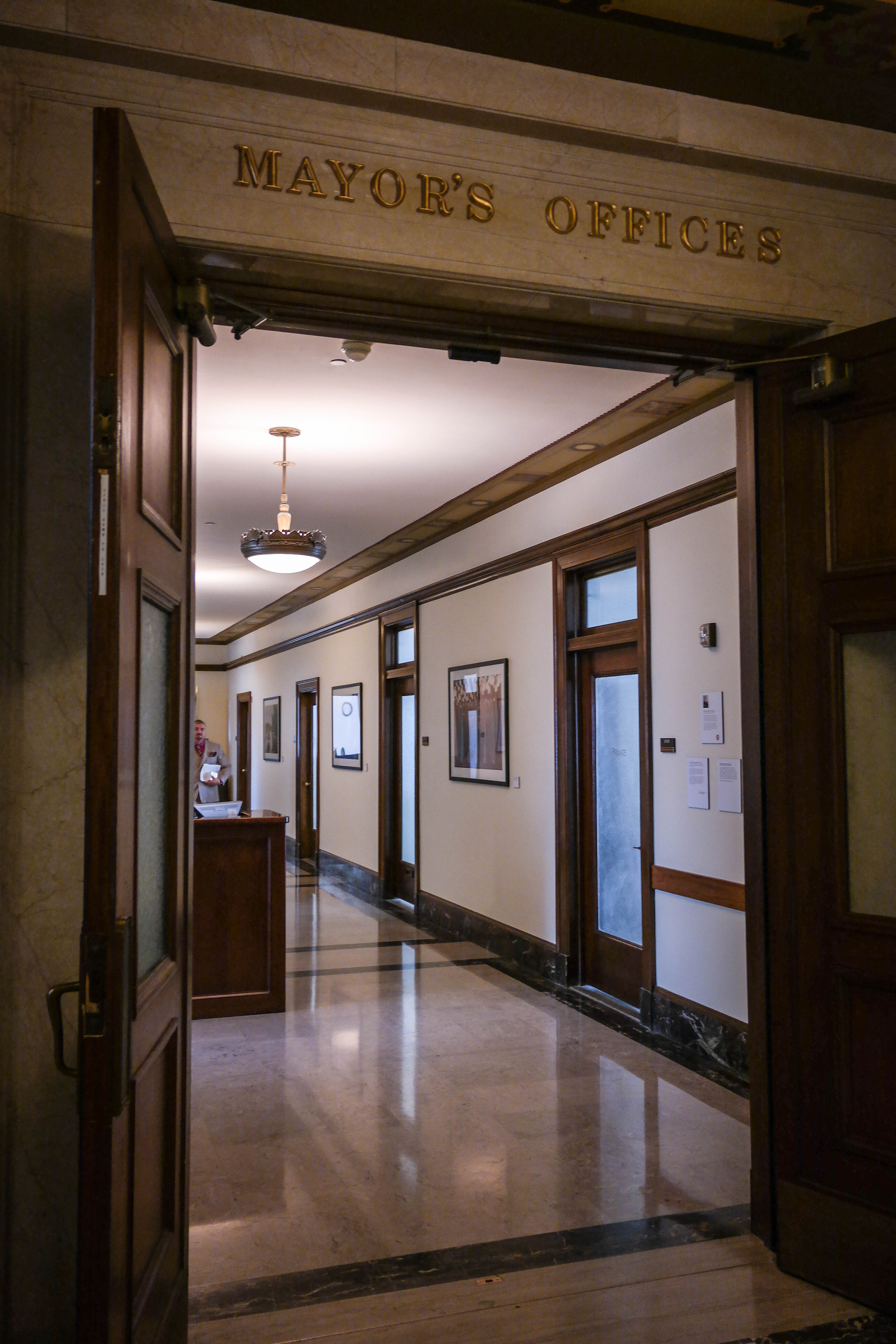
市長室の入口
市庁舎3階の議事室。手前は傍聴席
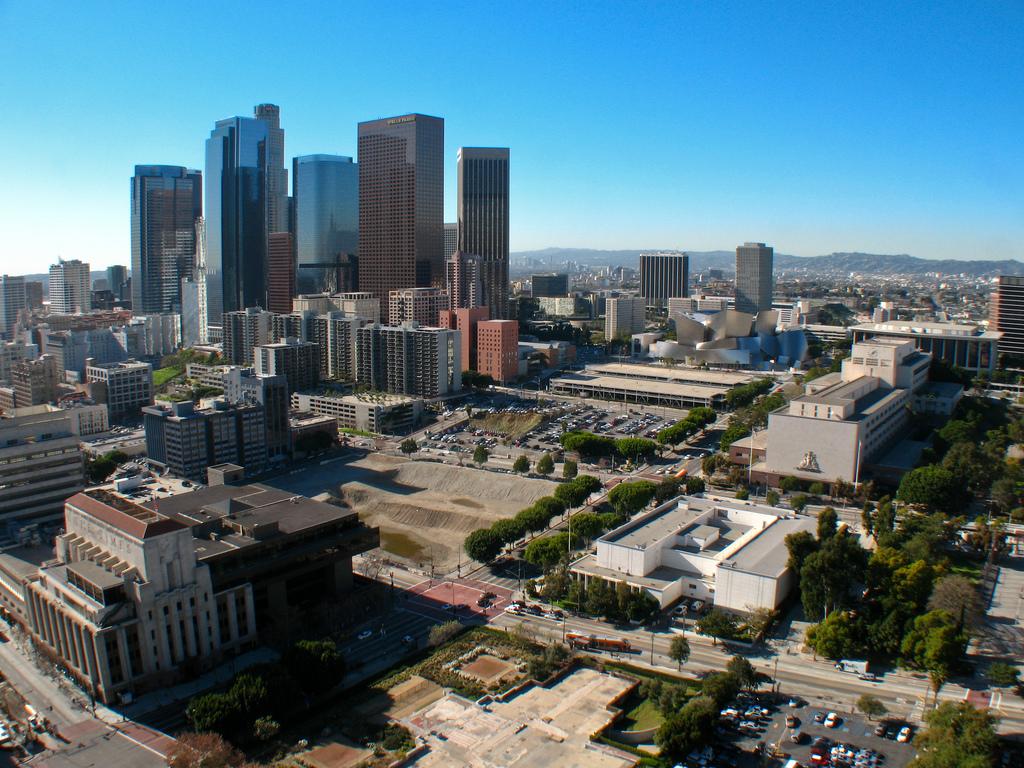
展望台からの眺め（南西方向）
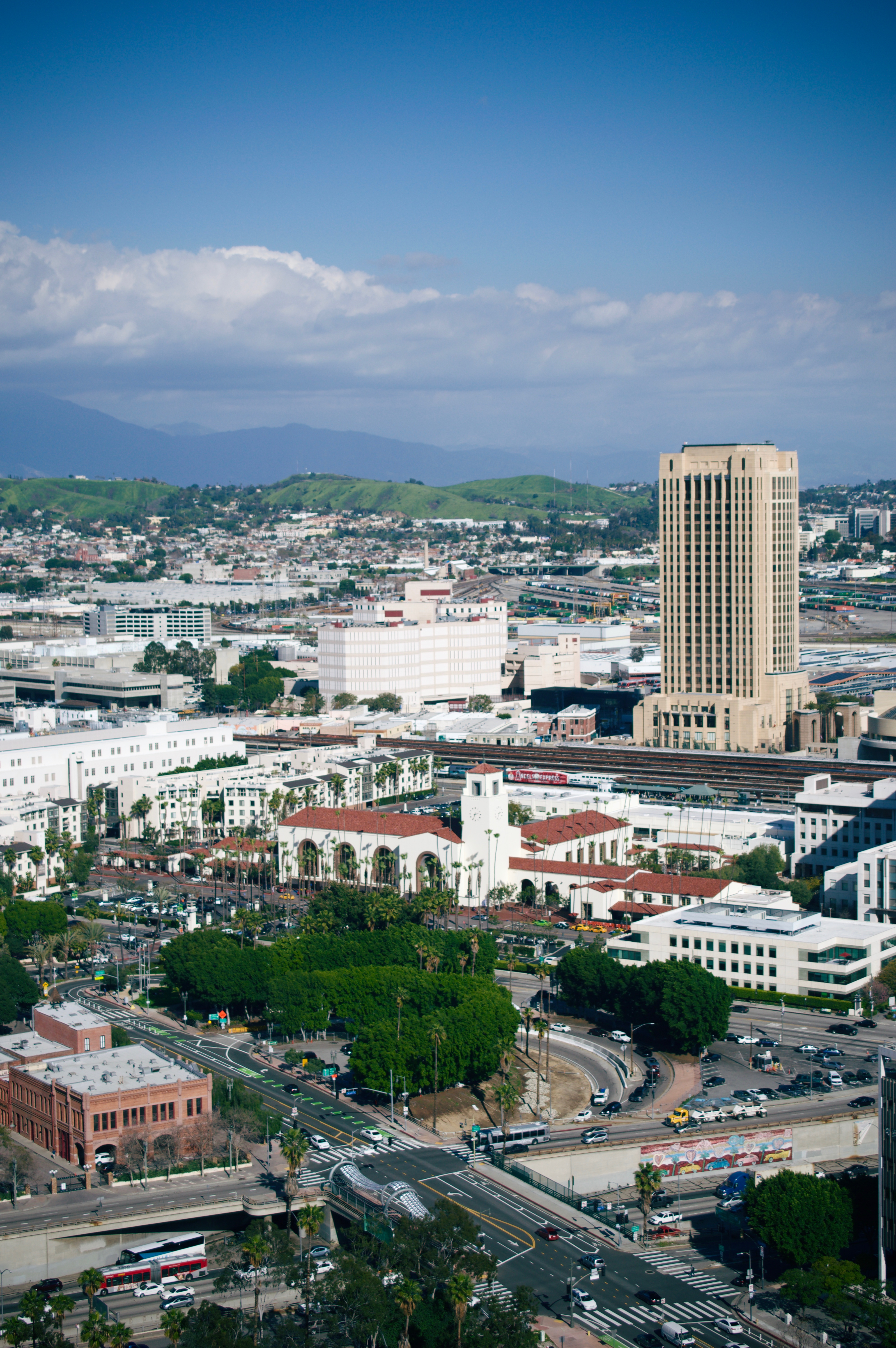
展望台からの眺め（北東方向、中央はユニオン駅）
市庁舎南側の前庭「サークル・パーク」 (Circle Park)
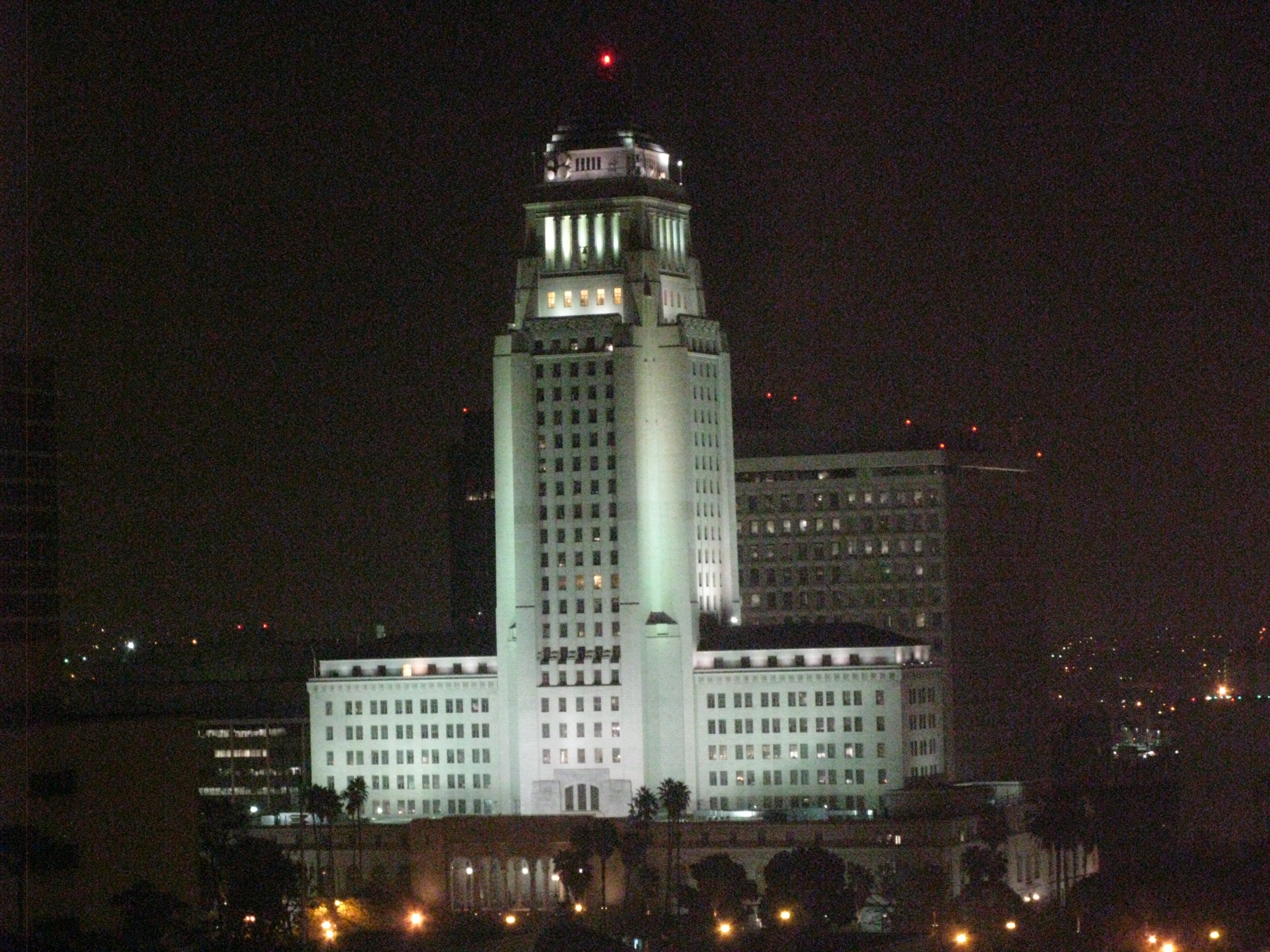
ウォルト・ディズニー・コンサートホールから見た夜の市庁舎
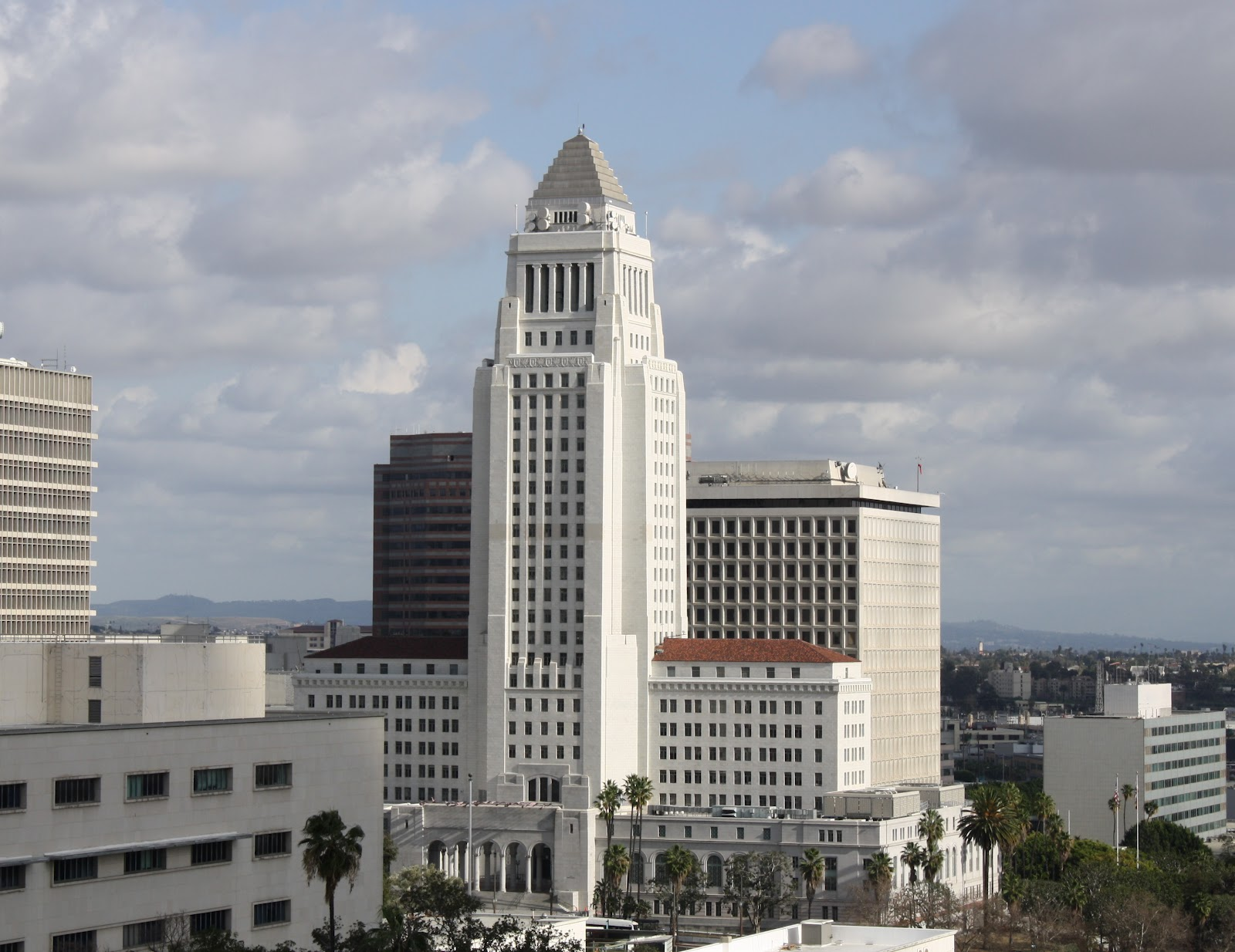
ウォルト・ディズニー・コンサートホールから見た日中の市庁舎
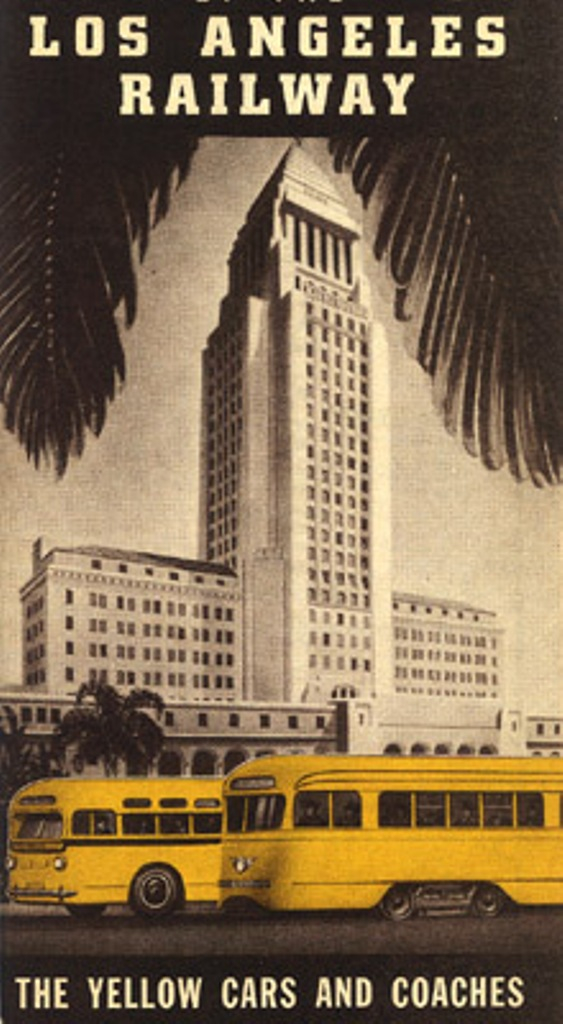
ロサンゼルス鉄道の広告ポスターに描かれた市庁舎（1942年）
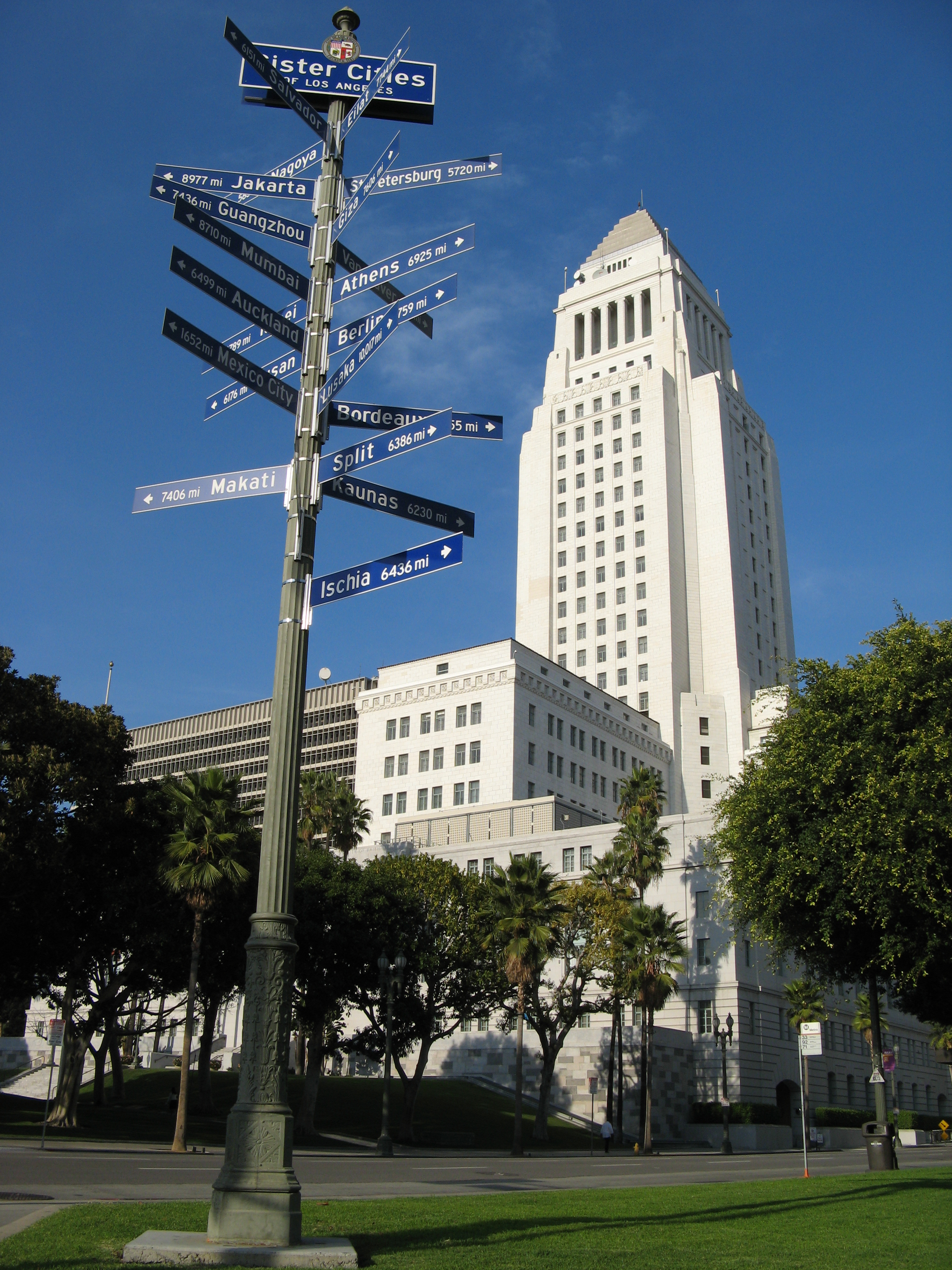
ロサンゼルスの姉妹都市の方角を示した標識と市庁舎。 最上段左側に"Nagoya"がある
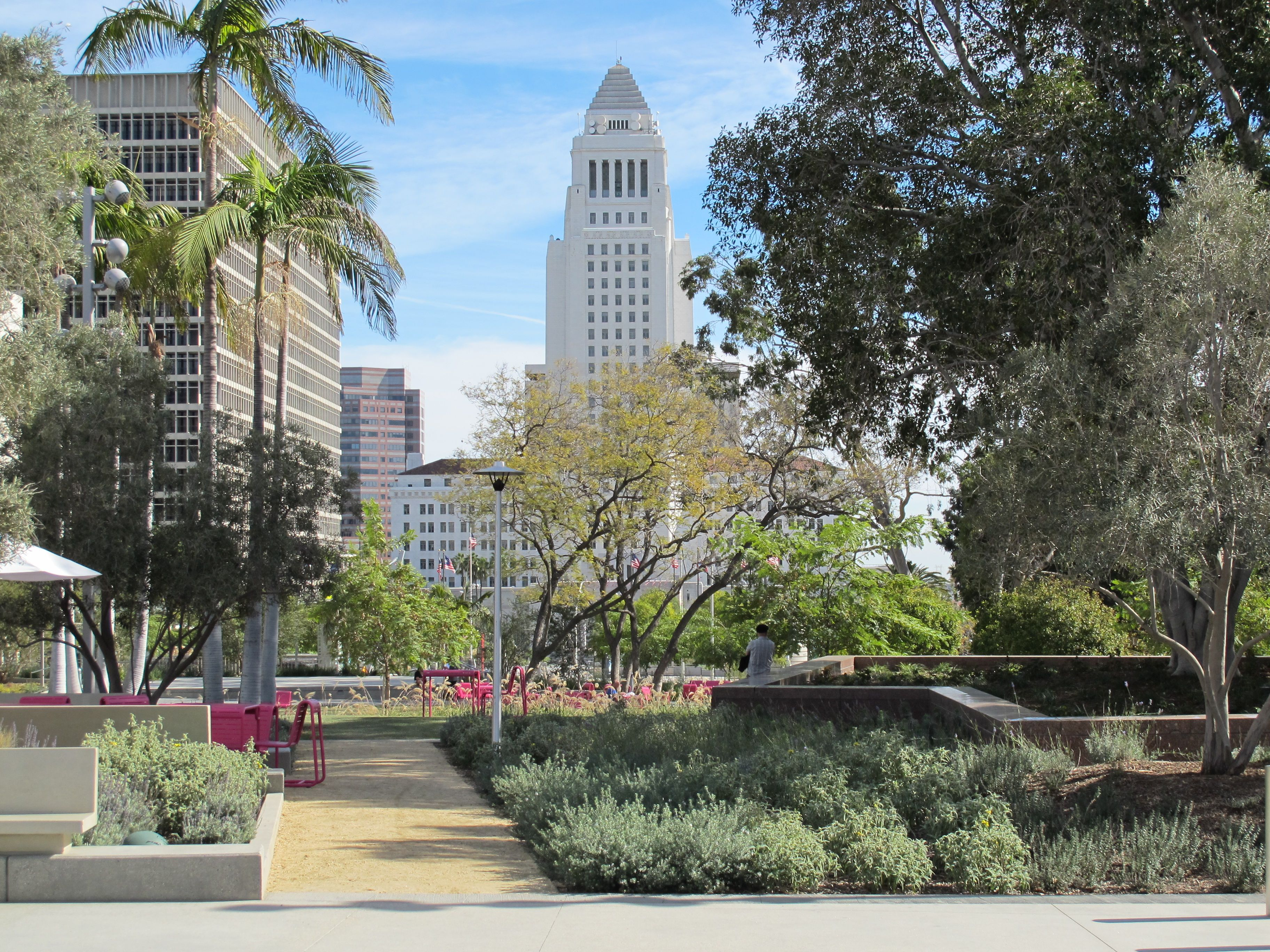
グランド・パーク（英語版）より見た市庁舎